# Leicester City FC
A Leicester City Football Club angol labdarúgócsapat Leicesterben. Stadionjuk a King Power Stadion.

## Története
A Leicestert 1884-ben alapították Leicester Fosse néven, 1891-ben költöztek a Filbert Street-re, ahol közel 111 évig játszottak. 1890-ben csatlakoztak az Angol labdarúgó-szövetséghez, majd négy év múlva már a másodosztályban játszottak. Az élvonalba, akkori nevén a First Divisionba először 1908-ban jutottak fel, azonban a következő szezonban ki is estek. A klub ezután liftezett a két osztály között. A mai nevét 1919-ben vette fel.

### A második világháború után
1949-ben a klub először jutott be az FA-kupa döntőjébe, amit elveszített 3-1-re a Wolverhampton Wanderers FC ellen. Később még háromszor jutottak be a kupa fináléjába, de mindannyiszor kikaptak. 1961-ben (2-0 a Tottenham Hotspur FC ellen), 1963 (3-1 vereség a Manchester Unitedtól) és 1969 (0-1 a Manchester City FC ellen). Leicester játszotta a legtöbb kupadöntőt győzelem nélkül.
1971-ben, mint a másodosztály bajnoka, a kupagyőztes Liverpool FC ellen léptek pályára a Charity Shielden, és 1-0-s győzelmet arattak az esélyesebb rivális felett.

### 1990-es évek
Az 1990-91-es szezonban csak az utolsó fordulókban sikerült elkerülni, hogy a klub kiessen a harmadosztályba. A következő három évben rendre a feljutásért küzdöttek, ami végül sikerült is, bár egy idény múlva ismét kiestek. Az 1995-96-os szezonban ismét kivívták az élvonalbeli tagságot, és Martin O'Neill irányításával megszilárdították helyüket a Premier League-ben. 1997-ben és 2000-ben megnyerték a ligakupát.

### 2000-es évek
Az új évezred hanyatlást hozott, a 2001-2002-es szezon végén ismét kiestek a legjobbak közül, és jelentős adósságot halmozott fel. 2003-tól új stadionban játszhattak, illetve 2007-ben új elnöke lett a klubnak, Milan Mandarić, a volt Portsmouth FC-elnök személyében, 2008-ban története során először kiesett a harmadosztályba, de egy szezon után feljutottak.
2007-ben a csapat kölcsönjátékosaként, 24 mérkőzésen szerepelt Fülöp Márton, az akkor másodosztályú együttesnél.
A City kisebb meglepetésre, újoncként jutott be a 2009-2010-es Championship rájátszásába 76 ponttal az ötödik helyen végezve. Ám a csapat elbukott az elődöntőben a Cardiff City-vel szemben, egy hazai 1-0-s vereséget követően, Walesben ugyan győzött 3-2-re, de tizenegyesekkel kikapott.

### 2010-es évek
2010-ben Mandarić eladta a klubot a thai tulajdonú King Power Group vállalatnak. Edzőként megfordult a csapatnál Paulo Sousa és Sven-Göran Eriksson is.
2013-2014-es évadban magabiztos játékkal szerezték meg a másodosztály bajnoki címét a csapathoz 2011-ben ismét csatlakozó Nigel Pearson irányítása alatt, valamint a következő szezonra a Premier League indulási jogát.
A 2014-15-ös szezonban borzalmas sorozatot produkáltak és szinte végig kieső helyen szerepeltek. Azonban a bajnokság utolsó nyolc fordulójából hetet megnyertek, amellyel biztosították a bennmaradást és a szezon végén a 14. helyen végeztek. Bár a Leicester City-t a Premier League-ig vezető Pearson a csapat első PL-es szezonjában biztosította a bennmaradást, 2015. június 30-án elbocsátották az edzőt. Eltávolításának közvetlen köze van a fiának is, aki részt vett annak a rasszista hangvételű szex-felvétel elkészítésében, amelyet a csapat három tartalékcsapatban játszó játékosa készített Thaiföldön a szezont követő időszakban. Pearsont a korábban a Chelsea-nél is megforduló Claudio Ranieri követte a csapat élén.
A 2015-2016-os bajnokságban Claudio Ranieri irányításával a csapat történelmi sikereket könyvelhetett el és végül két fordulóval a szezon vége előtt bebiztosította története első bajnoki címét. A fogadóirodák 5000 az 1-hez adták a Leicester City bajnoki címének valószínűségét a szezon előtt.
A 2016-17-es szezon előtt Ranieri óvta a szurkolókat attól, hogy a címvédésre reális célként tekintsenek, hiszen a többi klub már megértette Leicester taktikáját. Ezért első számú feladatnak, akárcsak az előző szezonban is a kiesés elkerülését nevezte.Úgy fogalmazott: nagyobb az esély arra, hogy E.T. a Földön landol, minthogy a Leicester City megvédi a bajnoki címét. Ranieri megközelítését Gary Lineker is osztotta, aki szerint azzal, hogy N’Golo Kanté távozott a Chelsea csapatához a nyári átigazolási szezonban, a Leicester City legfontosabb játékosa távozott, aki nélkülözhetetlen Ranieri rendszeréből. A csapat gyenge szereplésével a Premier League 25. fordulójára a kiesőzónába került és az FA-kupából is kiesett az ötödik fordulóban a harmadosztályú Millwall csapatával szemben, ezért az olasz menedzsert végül 2017. február 23-án menesztették a csapat éléről. Ideiglenesen a csapat másodedzője, Craig Shakespeare látta el a menedzseri feladatokat. Gary Lineker "nagyon szomorúnak" és "megmagyarázhatatlannak" nevezte Ranieri menesztését, a Manchester United akkori portugál mestere, José Mourinho pedig az "önző játékosokat" okolta a döntés miatt, és azzal vigasztalta kollégáját, hogy senki sem törölheti ki a történelemből azt, amit ő tett a csapatért.

## Sikerek
- Football League First Division/Premier League[10]
  - Bajnok: 2015–16
  - Ezüstérmes: 1929
- Football League Second Division[11]
  - Bajnok: 1925, 1937, 1954, 1957, 1971, 1980, 2013–14
  - Ezüstérmes: 1908
- Football League First Division[11]
  - Ezüstérmes: 2003
  - Playoff-győztes: 1994, 1996
  - Playoff-ezüstérmes: 1992, 1993
- FA-kupa
  - Győztes: 2020–21
  - Ezüstérmes: 1949, 1961, 1963, 1969
- Ligakupa
  - Győztes: 1964, 1997, 2000
  - Ezüstérmes: 1965, 1999
- Charity Shield/Community Shield[12]
  - Győztes: 1971, 2021
  - Ezüstérmes: 2016
- War League South
  - Bajnok: 1942
- Midland War Cup
  - Győztes: 1941

## Játékosok

### Jelenlegi keret
Utolsó módosítás: 2024. augusztus 30.
A vastaggal jelzett játékosok felnőtt válogatottsággal rendelkeznek.
A dőlttel jelzett játékosok kölcsönben szerepelnek a klubnál.
| Mezszám                | Név                   | Nemzetiség           | Születési hely       | Születési idő (kor)            | Korábbi csapat                                                                    | Érték(€)   | Szerződés lejárta |
| Kapusok                | Kapusok               | Kapusok              | Kapusok              | Kapusok                        | Kapusok                                                                           | Kapusok    | Kapusok           |
| ---------------------- | --------------------- | -------------------- | -------------------- | ------------------------------ | --------------------------------------------------------------------------------- | ---------- | ----------------- |
| 1                      | Danny Ward            | WAL                  | Wrexham              | 1993. június 22. (31 éves)     | Liverpool FC                                                                      | 3 000 000  | 2025.06.30.       |
| 30                     | Mads Hermansen        | DEN                  | Gørding              | 2000. július 11. (24 éves)     | Brøndby IF                                                                        | 9 000 000  | 2028.06.30.       |
| 31                     | Daniel Iversen        | DEN                  | Odense               | 1997. július 19. (27 éves)     | Stoke City FC                                                                     | 3 000 000  | 2025.06.30.       |
| 41                     | Jakub Stolarczyk      | POL                  | Kielce               | 2000. december 19. (24 éves)   | Utánpótlásból került fel                                                          | 400 000    | 2026.06.30.       |
| Védők                  |                       |                      |                      |                                |                                                                                   |            |                   |
| 2                      | James Justin          | ENG · Saint Lucia    | Luton                | 1998. február 23. (27 éves)    | Luton Town FC                                                                     | 15 000 000 | 2026.06.30.       |
| 3                      | Wout Faes             | belga                | Mol                  | 1998. április 3. (27 éves)     | Stade de Reims                                                                    | 20 000 000 | 2027.06.30.       |
| 4                      | Conor Coady           | ENG                  | Liverpool            | 1993. február 25. (32 éves)    | Wolverhampton Wanderers FC                                                        | 3 000 000  | 2026.06.30.       |
| 5                      | Caleb Okoli           | ITA · NGA            | Vicenza              | 2001. július 13. (23 éves)     | Frosinone Calcio                                                                  | 12 000 000 | 2029.06.30        |
| 16                     | Viktor Kristiansen    | dán                  | Koppenhága           | 2002. december 16. (22 éves)   | Bologna FC 1909                                                                   | 15 000 000 | 2028.06.30.       |
| 21                     | Ricardo Pereira       | POR · CPV            | Lisszabon            | 1993. október 6. (31 éves)     | FC Porto                                                                          | 8 000 000  | 2026.06.30.       |
| 23                     | Jannik Vestergaard    | DEN · GER            | Hvidovre             | 1992. augusztus 3. (32 éves)   | Southampton FC                                                                    | 3 000 000  | 2027.06.30.       |
| 33                     | Luke Thomas           | ENG                  | Syston               | 2001. június 10. (23 éves)     | Utánpótlásból került fel                                                          | 6 000 000  | 2026.06.30        |
| Középpályások          |                       |                      |                      |                                |                                                                                   |            |                   |
| 6                      | Wilfred Ndidi         | NGA                  | Lagos                | 1996. december 26. (28 éves)   | KRC Genk                                                                          | 16 000 000 | 2027.06.30.       |
| 8                      | Harry Winks           | ENG                  | Hemel Hempstead      | 1996. február 2. (29 éves)     | Tottenham Hotspur FC                                                              | 12 000 000 | 2026.06.30.       |
| 11                     | Bilál el-Hanúsz       | MAR · BEL            | Strombeek-Bever      | 2004. május 10. (20 éves)      | [[Fájl:Flag of Sablon:Zászló/BLG.svg\|22px\|keret\|class=noviewer\|BLG]] KRC Genk | 30 000 000 | 2028.06.30        |
| 17                     | Hamza Choudhury       | BAN · ENG            | Loughborough         | 1997. október 1. (27 éves)     | Watford FC                                                                        | 4 500 000  | 2027.06.30.       |
| 22                     | Oliver Skipp          | ENG                  | Welwyn Garden City   | 2000. szeptember 16. (24 éves) | Norwich City FC                                                                   | 18 000 000 | 2029.06.30        |
| 24                     | Boubakary Soumaré     | FRA · SEN            | Noisy-le-Sec         | 1999. február 27. (26 éves)    | Sevilla FC                                                                        | 14 000 000 | 2026.06.30.       |
| 34                     | Michael Golding       | ENG · IRL            | Kingston upon Thames | 2006. május 23. (18 éves)      | Chelsea FC                                                                        | 2 000 000  | 2028.06.30.       |
| 37                     | Will Alves            | angol                | Leicester            | 2005. május 4. (19 éves)       | Utánpótlásból került fel                                                          | ?          | Nem publikus      |
| 40                     | Facundo Buonanotte    | ARG · ITA            | Pérez                | 2004. december 23. (20 éves)   | Brighton & Hove Albion FC                                                         | 18 000 000 | 2025.06.30.       |
| Támadók                |                       |                      |                      |                                |                                                                                   |            |                   |
| 7                      | Issahaku Fatawu       | GHA                  | Tamale               | 2004. március 8. (21 éves)     | Sporting FC                                                                       | 13 000 000 | 2029.06.30        |
| 9                      | Jamie Vardy           | ENG                  | Sheffield            | 1987. január 11. (38 éves)     | Fleetwood Town FC                                                                 | 1 000 000  | 2025.06.30        |
| 10                     | Stephy Mavididi       | ENG · COD            | Derby                | 1998. május 31. (26 éves)      | Montpellier Hérault SC                                                            | 11 000 000 | 2028.06.30.       |
| 14                     | Bobby De Cordova-Reid | JAM · angol          | Imo                  | 1993. február 2. (32 éves)     | Fulham FC                                                                         | 5 000 000  | 2027.06.30        |
| 18                     | Jordan Ayew           | Ghána                | Tamale               | 1991. szeptember 11. (33 éves) | Crystal Palace FC                                                                 | 4 000 000  | 2026.06.30.       |
| 20                     | Patson Daka           | ZAM · FRA            | Chingola             | 1998. október 9. (26 éves)     | FC Red Bull Salzburg                                                              | 12 000 000 | 2026.06.30.       |
| 29                     | Odsonne Édouard       | FRA · Francia Guyana | Kourou               | 1998. január 16. (27 éves)     | Crystal Palace FC                                                                 | 5 000 000  | 2025.06.30.       |
| 35                     | Kasey McAteer         | IRL · ENG            | Northampton          | 2001. november 22. (23 éves)   | Utánpótlásból került fel                                                          | 900 000    | 2028.06.30.       |
| Kölcsönadott játékosok |                       |                      |                      |                                |                                                                                   |            |                   |
| Név                    | Poszt                 | Nemzetiség           | Születési hely       | Születési idő (kor)            | Kölcsönben itt                                                                    | Érték (€)  | Kölcsön lejárta   |
| Ben Nelson             | védő                  | ENG                  | Northzmpton          | 2004. március 18. (21 éves)    | Oxford United FC                                                                  | 400 000    | 2025.06.30.       |
| Harry Souttar          | védő                  | AUS · SCO            | Aberdeen             | 1998. október 22. (26 éves)    | Sheffield United FC                                                               | 7 000 000  | 2025.05.31.       |
| Sammy Braybrooke       | középpályás           | ENG                  | Leicester            | 2004. március 12. (21 éves)    | Dundee FC                                                                         | ?          | 2025.06.30.       |
| Wanya Marçal           | középpályás           | POR · Angola         | Leicester            | 2002. október 19. (22 éves)    | VBV De Graafschap                                                                 | 300 000    | 2025.06.30        |
| Tom Cannon             | támadó                | IRL · angol          | Aintree              | 2002. december 28. (22 éves)   | Stoke City FC                                                                     | 4 000 000  | 2025.06.30        |

### Korábbi játékosok
A következő Leicester-játékosok bekerültek az angol labdarúgás Hírességek Csarnoka tagjai közé:
- Gordon Banks 2002
- Peter Shilton 2002
- Gary Lineker 2003
- Don Revie 2004 (edzőként)

## Edzők
A Leicesternek 36 edzője volt, közülük Peter Hodge és Dave Bassett két alkalommal is betöltötte ezt a posztot. (Bassett másodszorra ideiglenes edzőként.) A következő listában vannak felsorolva a klub legjelentősebb edzői, valamint a poszt jelenlegi betöltője.
| Név                         | Nemzet | –tól                                 | –ig                                | Mérkőzések | Mérkőzések | Mérkőzések | Mérkőzések | Jegyzetek                                                                                           |
| Név                         | Nemzet | –tól                                 | –ig                                | M          | GY         | D          | V          | Jegyzetek                                                                                           |
| --------------------------- | ------ | ------------------------------------ | ---------------------------------- | ---------- | ---------- | ---------- | ---------- | --------------------------------------------------------------------------------------------------- |
| Peter Hodge                 | SCO    | 1919. szeptember 1. 1932. március 1. | 1926. május 1. 1934. augusztus 18. | 412        | 159        | 110        | 143        | Másodosztályú bajnok 1924-25 FA-kupa elődöntő: 1934                                                 |
| William Orr                 | SCO    | 1926. július 1.                      | 1932. január 14.                   | 242        | 102        | 50         | 90         | Legmagasabb bajnoki helyezés - 2. 1928-29                                                           |
| John Duncan                 | SCO    | 1946. március 1.                     | 1949. október 1.                   | 155        | 56         | 42         | 57         | FA-kupa-döntő: 1949                                                                                 |
| Dave Halliday               | SCO    | 1955. július 1.                      | 1958. október 31.                  | 145        | 64         | 27         | 54         | Feljutáshoz vezette a Leicestert 1957-ben, ez a csapat leghosszabb élvonalbeli időszakának kezdete  |
| Jimmy Bloomfield            | ENG    | 1971. június 23.                     | 1977. május 23.                    | 264        | 75         | 99         | 90         | Charity Shield-győzelem: 1971                                                                       |
| Gordon Lee (megbízott edző) | ENG    | 1991. január 30.                     | 1991. május 29.                    | 20         | 7          | 2          | 11         | Megmentette a csapatot a kieséstől a harmadosztályba                                                |
| Brian Little                | ENG    | 1991. május 30.                      | 1994. november 22.                 | 178        | 76         | 44         | 58         | 3 play-off döntő, ebből győzelem: 1994                                                              |
| Martin O'Neill              | NIR    | 1995. december 21.                   | 2000. június 1.                    | 223        | 85         | 68         | 70         | Megnyert play-off mérkőzés az élvonalba: 1996, ligakupa-győzelem: 1997 és 2000, döntős: 1999        |
| Peter Taylor                | ENG    | 2000. június                         | 2001. szeptember                   | 54         | 19         | 9          | 26         | A Premiership élére vezette a csapatot 2000 októberében                                             |
| Micky Adams                 | ENG    | 2002. április 7.                     | 2004. október 11.                  | 111        | 41         | 38         | 32         | Feljutáshoz vezette a csapatot                                                                      |
| Ian Holloway                | ENG    | 2007. november 22.                   | 2008. május 23.                    | 32         | 9          | 8          | 15         | A csapat kiesett a 2007–2008-as szezonban - Az első edző, akivel a csapat a harmadosztályba került. |
| Nigel Pearson               | ENG    | 2008. június 20.                     | 2014. május 24.                    | 30         | 5          | 13         | 12         | Az utolsó évében feljutottak a Premier League-be.                                                   |
| Claudio Ranieri             | ITA    | 2015. augusztus 8.                   | 2017. február 23.                  | 81         | 36         | 22         | 23         | A klub történetének első bajnokcsapatának edzője.                                                   |
| Craig Shakespeare           | ENG    | 2017. február 23.                    | 2017. október 17.                  | 26         | 11         | 6          | 9          | Claudio Ranierit váltotta ideiglenesen.                                                             |
| Michael Appleton            | ENG    | 2017. október 17.                    | 2017. október 25.                  | 2          | 2          | 0          | 0          | megbízott                                                                                           |
| Claude Puel                 | FRA    | 2017. október 25.                    | 2019. február 24.                  | 67         | 23         | 18         | 26         | |
| Mike Stowell Adam Sadler    | ENG    | 2019. február 24.                    | 2019. február 26.                  | 1          | 1          | 0          | 0          | megbízott                                                                                           |
| Brendan Rodgers             | NIR    | 2019. február 26.                    | 2023. április 2.                   | 204        | 92         | 42         | 70         | FA-Kupa és angol szuperkupa-győzelem 2021-ben                                                       |
| Mike Stowell Adam Sadler    | ENG    | 2023. április 2.                     | 2023. április 10.                  | 2          | 0          | 0          | 2          | megbízott                                                                                           |
| Dean Smith                  | ENG    | 2023. április 10.                    | 2023. június 16.                   | 8          | 2          | 3          | 3          | |
| Enzo Maresca                | ITA    | 2023. június 16.                     | 2024. június 3.                    | 53         | 36         | 4          | 13         | Másodosztályú bajnok: 2023–2024                                                                     |
| Steve Cooper                | WAL    | 2024. június 20.                     | 2024. november 24.                 | 15         | 3          | 5          | 7          | |
| Ben Dawson                  | ENG    | 2024. november 24.                   | 2024. december 1.                  | 1          | 0          | 0          | 1          | megbízott                                                                                           |
| Ruud van Nistelrooy         | NED    | 2024. december 1.                    |                                    | 0          | 0          | 0          | 0          | |

Statisztikák: Soccerbase

## Női csapat
A Quornban székelő női labdarúgócsapat 2020-ban csatlakozott a King Power által irányított klubhoz.